# NGC 2817
NGC 2817 is een balkspiraalstelsel in het sterrenbeeld Waterslang. Het hemelobject werd op 26 maart 1887 ontdekt door de Amerikaanse astronoom Lewis A. Swift.

## Synoniemen
- MCG -1-24-6
- IRAS 09146-0432
- PGC 26223